# Pompo: La magia del cine
Pompo: La magia del cine (en japonés, 映画大好きポンポさん) es una película animada de comedia dramática japonesa de 2021 escrita y dirigida por Takayuki Hirao. Está basada en la serie de manga del mismo nombre de Shogo Sugitani. Está protagonizada por las voces de Yoshimi Ohara, Hiroya Shimizu y Ai Kakuma acompañados por Akio Otsuka, Ryuichi Kijima y Rinka Otani.

## Sinopsis
Gene desea filmar su propia película, pero nunca concreta nada porque piensa que es un inútil conformándose con ser el asistente de producción de la talentosa productora de películas Pompo. Sin embargo, un día Gene encuentra un guion para una nueva película escrito por Pompo. Está seguro de que se convertirá en un gran éxito; sin embargo, el director es Gene, que solo graba comerciales y cuya actriz principal, elegida por Pompo, es novata en la actuación. El rodaje, a pesar de sus altibajos, está a punto de comenzar.

## Reparto de voces
Los actores que participaron en esta película son:
- Konomi Kohara como Joelle Davidovich 'Pompo' Pomponett
- Hiroya Shimizu como Gene Fini
- Ai Kakuma como Mystia
- Akio Otsuka como Martín Braddock
- Ryuichi Kijima como Alan Gardner
- Rinka Otani como Natalie

## Lanzamiento

### Japón
Inicialmente se contempló su estreno en cines para algún punto de 2020 para luego anunciar que se estrenaría el 19 de marzo de 2021. Sin embargo, la película se retrasó por la pandemia COVID-19. Al final, se estrenó el 4 de junio de 2021 en cines japoneses.

### Internacional
Pompo: La magia del cine tuvo un estreno limitado en cines estadounidenses el 29 de abril de 2022 después de que GKIDS adquiriera los derechos de distribución.

### Medios domésticos
Pompo: La magia del cine se lanzó en formato digital el 28 de junio de 2022 para luego lanzar un combo Blu-ray/DVD el 12 de julio del mismo año.

## Recepción

### Recepción crítica
En el sitio web del agregador de reseñas Rotten Tomatoes, el 92% de las 24 reseñas de los críticos son positivas, con una calificación promedio de 7.6/10. Metacritic, que utiliza una media ponderada, asignó a la película una puntuación de 61 sobre 100, basada en 7 críticos, lo que indica "críticas generalmente favorables".

### Premios y nominaciones
| Año  | Premio / Festival              | Categoría                                            | Recipiente               | Resultado | Ref.   |
| ---- | ------------------------------ | ---------------------------------------------------- | ------------------------ | --------- | ------ |
| 2021 | Festival de Cine Fantasia      | Premio Satoshi Kon - Mejor largometraje de animación | Pompo: La magia del cine | Nominada  | [ 17 ] |
| 2022 | Premios Annie                  | Mejor película de animación - Independiente          | Pompo: La magia del cine | Nominada  | [ 18 ] |
| 2023 | Premios de Tendencias de Anime | Película anime de año                                | Pompo: La magia del cine | Nominada  | [ 19 ] |
| 2023 | Premios Chlotrudis             | Tesoro enterrado                                     | Pompo: La magia del cine | Nominada  | [ 20 ] |